# Zelów
Zelów là một thị trấn thuộc huyện Bełchatowski, tỉnh Łódźkie ở trung tâm Ba Lan. Thị trấn có diện tích 11 km². Đến ngày 1 tháng 1 năm 2011, dân số của thị trấn là 7952 người và mật độ 740 người/km².